# Grupa Handlo-Budowa

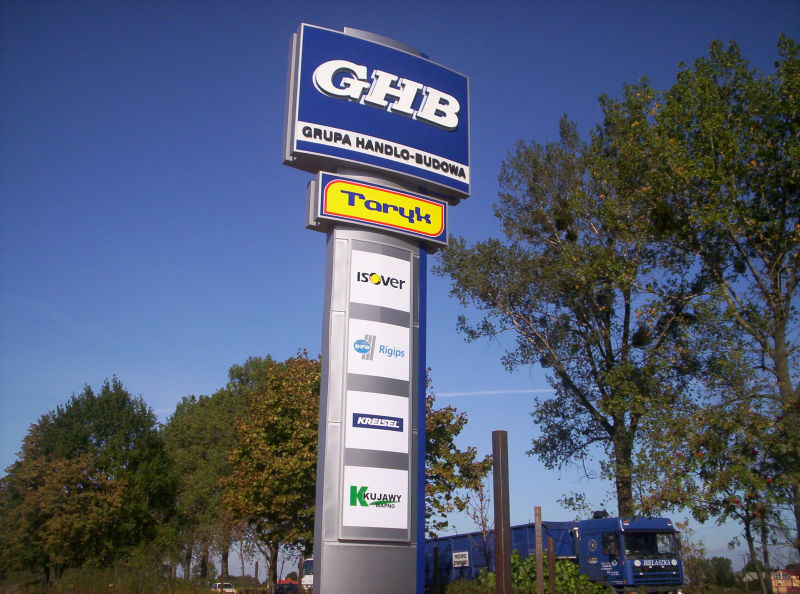
Pylon GHB przy drodze krajowej nr 10 w Głogowie

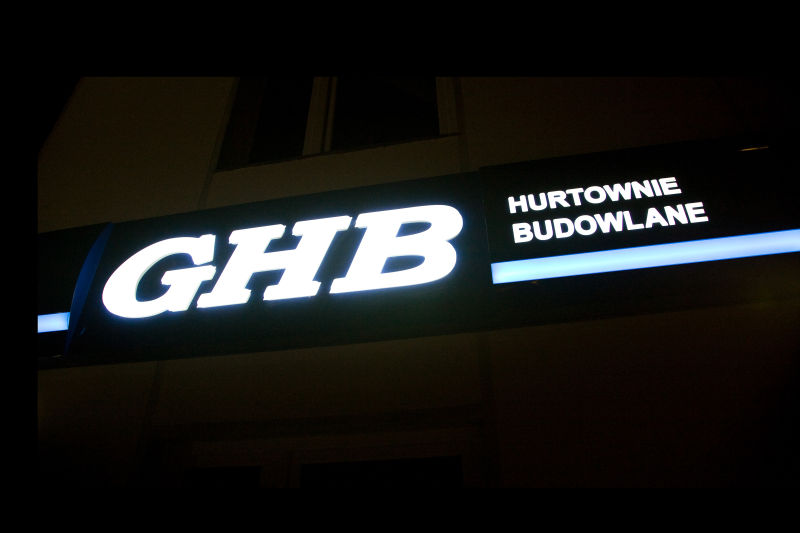
Otok GHB nocą

„Grupa Handlo-Budowa” Sp. z o.o. – polska sieć hurtowni działająca w branży materiałów budowlanych. Siedziba przedsiębiorstwa znajduje się w Bydgoszczy. Grupa posiada ponad 200 składów budowlanych. Jest drugą pod względem wielkości w Polsce siecią sprzedaży materiałów budowlanych. W strukturach GHB funkcjonuje ponad 2000 osób. Roczne obroty członków grupy GHB za rok 2010 wynoszą ponad 1,45 mld PLN. Grupa sygnuje własną marką takie produkty jak: kleje, zaprawy, gładź gipsową i folię budowlaną.

## Historia
Grupa Handlo-Budowa rozpoczęła swą działalność 20 stycznia 2001 roku, wchodząc na rynek materiałów budowlanych z własnym, polskim kapitałem. W kolejnych latach prezes Maciej Banach wraz z wiceprezes Magdaleną Kochańską, Dariuszem Kochańskim i Andrzejem Adrychem wypromowali ideę zrzeszania się w grupę zakupową.
W 2003 roku Grupa rozpoczęła wdrożenie elektronicznego systemu informacji SUPERA dla posiadaczy kart abonenckich zrzeszonych w Grupie. W tym samym roku wprowadziła na rynek swój pierwszy produkt pod własną marką („WAPNO GHB”).
Firma nieprzerwanie od 2005 roku organizuje Targi Handlowe dla członków Grupy. Główną nagrodą jest „Złoty puzzel”, przyznawaną za najwyższe obroty w ramach Grupy. Przyznawane są też wyróżnienia dla dostawców (za najlepszy obrót, fair play itd.) i partnerów w Grupie (za wkład w budowę marki, obrandowanie itd.).
Co roku w ramach Grupy organizowany jest turniej piłki halowej o puchar GHB, w którym uczestniczą drużyny tworzone spośród Grupowiczów.